# Escut de la Canyada
L'escut de la Canyada és el símbol representatiu oficial de la Canyada, municipi del País Valencià, a la comarca de l'Alt Vinalopó. Té el següent blasonament:
| « | Escut quadrilong de punta redona. En camp d'atzur dues claus d'or en sautor. Al cap, un cairó quadrat recolzat sobre una de les puntes amb les armes reials d'Aragó: d'or, quatre pals de gules. Al timbre, corona reial oberta. | » |

## Història
L'escut fou aprovat per Resolució de 9 de juliol de 1998, del conseller de Presidència, publicada en el DOGV núm. 3.346, de 7 d'octubre de 1998.
Les claus al·ludeixen a la posició estratègica del poble, a la vall de Biar, fent frontera amb terres de Castella (el terme de Villena no va passar a formar part del País Valencià fins a la divisió provincial del segle xix, en què fou integrat a Alacant). Els quatre pals del senyal reial recorden que, històricament, la Canyada va estar integrada fins al final del segle xviii al terme municipal de Biar, vila vinculada a la Corona.